# Sjaak van der Tak
Jacobus (Sjaak) van der Tak (Pernis, 6 juli 1956) is een Nederlands bestuurder en voormalig CDA-politicus. Van 1 januari 2021 tot 1 januari 2024 was hij voorzitter van LTO Nederland. Van 1 oktober 2017 tot 1 januari 2021 was hij voorzitter van Glastuinbouw Nederland. Van 1 september 2004 tot 1 oktober 2017 was hij burgemeester van Westland. Van 1996 tot 1 september 2004 was hij wethouder van Rotterdam.

## Loopbaan
Van der Tak werd in 1981 lid van het CDA en lokaal actief binnen de afdeling in Pernis. Hij werkte als ambtenaar bij de gemeenten Nieuw-Beijerland, Piershil en Cromstrijen.  In 1990 werd hij gekozen in de Rotterdamse gemeenteraad. In 1996 werd hij daar wethouder met als portefeuille Verkeer en Vervoer, Financiën en Deelgemeenten. In 1998 werd hij opnieuw wethouder, nu van Sociale zaken en Deelgemeenten. Ook na de verkiezingen van 2002 bleef hij wethouder, nu voor onder meer Sociale Zaken, Integratie en Onderwijs. Met de opkomst van de nieuwe partij van Pim Fortuyn, Leefbaar Rotterdam, ontstond na 50 jaar een college zonder PvdA. Van der Tak werd als wethouder opgevolgd door partijgenoot Leonard Geluk, toen hij op 1 september 2004 interim-burgemeester Rein Welschen opvolgde en daarmee de eerste kroonbenoemde burgemeester van de nieuwe gemeente Westland werd. Deze gemeente was op 1 januari van dat jaar ontstaan uit een fusie.
In 2010 stelde Sjaak van der Tak zich verkiesbaar voor de functie van partijvoorzitter van het CDA waarbij hij verloor van Ruth Peetoom.
In 2012 berichtte de Volkskrant dat Van der Tak in zijn tijd als Rotterdamse onderwijswethouder een miljoenenfraude bij de scholengemeenschap BOOR in de doofpot zou hebben gestopt. In een reactie liet Van der Tak weten dat er in zijn periode als wethouder geen sprake was van fraude en dat er geen zaken in de doofpot zijn gestopt. Daarbij baseerde hij zich onder meer op het feit dat er in de periode dat hij wethouder was in de accountantscontrole geen aanwijzingen zijn gevonden voor fraude.
In 2016 werd Van der Tak voor de tweede keer herbenoemd als burgemeester. Op 1 oktober 2017 trad hij af om voorzitter te worden van LTO Glaskracht, dat later van naam wijzigde in Glastuinbouw Nederland. Op 10 november 2020 werd Sjaak van der Tak door de ledenraad van LTO Nederland benoemd tot voorzitter. Op 1 januari 2021 volgde hij de in mei 2020 na een vertrouwensbreuk afgetreden Marc Calon op. Van der Tak werd benoemd voor een periode van drie jaar. Op 31 oktober 2023 maakte hij bekend dat hij, nadat zijn eerste termijn als voorzitter per 31 december beëindigd zal zijn, niet beschikbaar zal zijn voor een tweede termijn als voorzitter.

## Nevenfuncties
Van der Tak was voorzitter van Greenport Holland, lid van het dagelijks bestuur van de Metropoolregio Rotterdam-Den Haag (een samenwerking van 23 gemeenten) en van de Eenheid politie Den Haag. Ook is hij voorzitter van de Raad van toezicht van Stichting Sonneburgh (verpleeghuis) in Rotterdam. Hij was 8 jaar lid van de Vereniging van Nederlandse gemeenten, waar hij onder andere voorzitter was van de commissie Bestuur en Veiligheid.

## Persoonlijk
Van der Tak is gescheiden. Hij heeft drie zoons, drie dochters en twee bonuskinderen. Samen met zijn vriendin woont hij in het Westland.
Één van zijn zoons, genaamd Jacco van der Tak, is burgemeester van Barneveld.
- Parlement.com: vio0hwzv0bq2